# Erhan Altın
Erhan Altın (* 28. August 1956 in Samsun) ist ein ehemaliger türkischer Fußballspieler und aktuell Trainer.

## Spielerkarriere

### Verein
Altın begann mit dem Profifußball in der Jugend von Fenerbahçe Istanbul. Zur Saison 1978/79 wurde er in den Kader der Profis aufgenommen und absolvierte bis zum Saisonende fünf Liga- und 3 Pokalbegegnungen. Mit seinem Verein gewann er den Türkischen Fußballpokal.
Bereits nach einer Saison verließ er Fenerbahçe und wechselte zum Erstligisten Göztepe Izmir. Hier erkämpfte er sich auf Anhieb einen Stammplatz und stieg aber mit seiner Mannschaft bereits nach einer Saison in die TFF 1. Lig ab. In der 1. Lig gelang mit der Meisterschaft der Wiederaufstieg. Altın steigerte in der Saison 1981/82 seine Leistungen erneut und stieg zum Nationalspieler auf.
Nachdem Göztepe zum Saisonende erneut den Klassenerhalt in der Süper Lig verpasst hatte, wechselte Altın zur anstehenden Saison zum Erstligisten Kocaelispor. Hier spielte er bis zum Sommer 1989 und beendete seine aktive Spielerlaufbahn bei Uşakspor.

### Nationalmannschaft
Altın wurde 1981 im Rahmen der Qualifikation für die Fußball-Weltmeisterschaft 1982 dreimal für die türkische Fußballnationalmannschaft nominiert und kam bei der Begegnung vom 7. Oktober 1981 gegen die Fußballnationalmannschaft der UdSSR zu seinem ersten und einzigen Länderspieleinsatz.

## Trainerkarriere
Im Anschluss an seine Spielerkarriere entschied er sich, eine Trainerlaufbahn zu starten. Als erste Tätigkeit wurde er 1996 Co-Trainer bei Eskişehirspor. Im Anschluss übernahm er den Cheftrainerposten bei Çanspor.
Die nachfolgende Zeit war er bis zum Frühjahr 2009 bei diversen Vereinen ausschließlich als Co-Trainer tätig. Im Frühjahr 2009 übernahm er seinen ehemaligen Verein Kocaelispor, konnte diesen aber nicht vor dem Abstieg bewahren. Im Sommer 2009 übernahm er dann den Erstligisten Denizlispor. Nach einem enttäuschenden Start in die Saison wurde er hier entlassen.
Ende Februar 2012 übernahm er den Cheftrainerposten beim Zweitligisten Giresunspor. Diesen mit einer Transfersperre versehenen und bereits als sicher abgestiegen betrachteten Verein krempelte er um und sorgte dafür, dass der Verein bis zum letzten Spiel die Chance auf den Klassenerhalt bewahrte. Am letzten Spieltag gewann Giresunspor 1:2 gegen Sakaryaspor. Da aber die direkten Konkurrenten Karşıyaka SK und Gaziantep Büyükşehir Belediyespor sich 1:1 unentschieden trennten, stieg Giresunspor ab. Bei einem Sieg eines der beiden direkten Konkurrenten hätte Giresunspor den Klassenerhalt geschafft. Dieser Umstand sorgte dafür, dass der Vorwurf einer Absprache zwischen den beiden Konkurrenten entstand. Altıns Leistung wurde von der Fachpresse gelobt.
Im Sommer 2012 übernahm er den Süper-Lig-Absteiger Samsunspor. Nachdem der Verein am 12. Spieltag in der Heimpartie gegen Şanlıurfaspor nur ein Unentschieden holen und sich so aus der Abstiegszone nicht befreien konnte, trat Altın von seinem Amt zurück.
Zur Saison 2013/14 übernahm er den Drittligisten Göztepe Izmir, bei dem er bereits in dein 1980er Jahren als Spieler tätig gewesen war. Hier wurde er bereits nach etwa einem Monat entlassen.
Zur Saison 2014/15 übernahm er das zweite Mal in seiner Karriere den Zweitligisten seiner Heimatstadt, Samsunspor. Diesen Verein führte er ins Play-off-Finale der TFF 1. Lig. Hier unterlag der Klub Antalyaspor und verfehlte so die letzte Aufstiegsmöglichkeit in die Süper Lig.
Nachdem die Zusammenarbeit mit Samsunspor nicht fortgesetzt wurde, wechselte er im Sommer 2015 zum Zweitligisten Alanyaspor. Bereits Ende September 2015 verließ er diesen Verein wieder.

## Erfolge

### Als Spieler
Mit Fenerbahçe Istanbul
- Türkischer Pokalsieger: 1978/79

Mit Göztepe Izmir
- - Meister der TFF 1. Lig und Aufstieg in die Süper Lig: 1980/81